# کلاودیا موری
کلاودیا موری (انگلیسی: Claudia Mori؛ زادهٔ ۱۲ فوریهٔ ۱۹۴۴) هنرپیشه و خواننده اهل ایتالیا است.
از فیلم‌هایی که وی در آن نقش داشته‌است، می‌توان به روکو و برادرانش، سدوم و گموراه، وراثت، کراسلا  و جپو، مرد مجنون اشاره کرد.